# ماتس بيرسون
ماتس بيرسون (بالسويدية: Mats Persson)‏ هو صحفي سويدي، ولد في 1978.